# Xã Tulpehocken, Quận Berks, Pennsylvania
Xã Tulpehocken (tiếng Anh: Tulpehocken Township) là một xã thuộc quận Berks, tiểu bang Pennsylvania, Hoa Kỳ. Năm 2010, dân số của xã này là 3.274 người.